# 1447-es busz

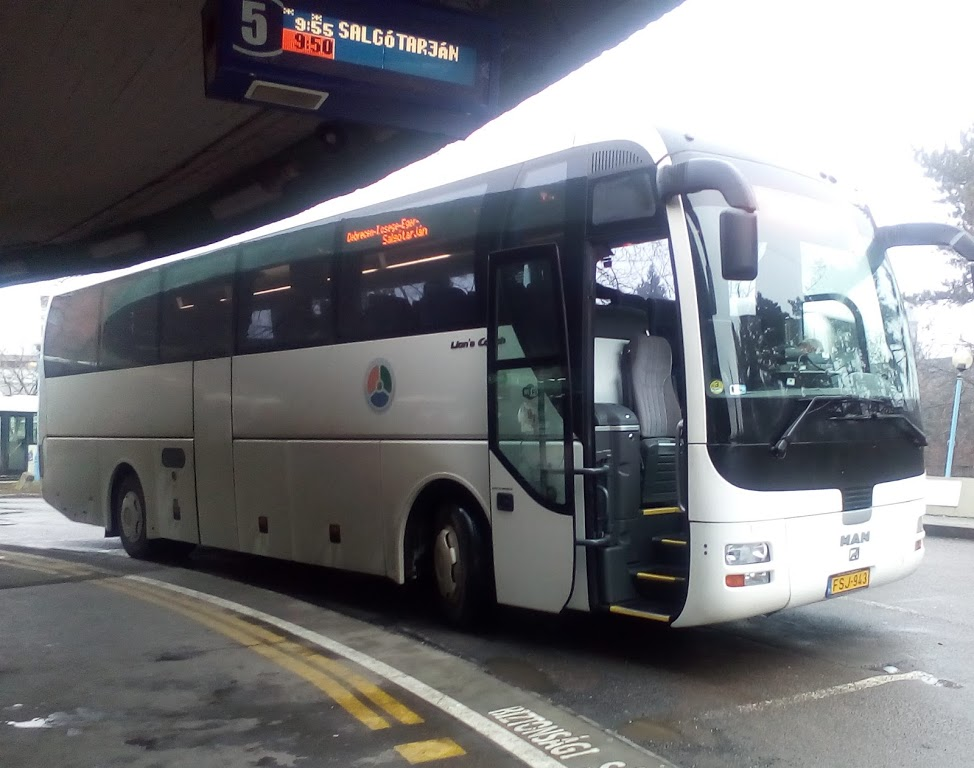
A vonalon az egykori Hajdú Volán buszai közlekednek

Az 1447-es jelzésű autóbusz egy országos autóbuszjárat amely Debrecen és Eger illetve Debrecen és Salgótarján között közlekedik. Útvonalának hossza a Debrecen – Eger távon 134,7 km, a menetidő 2 óra 55 perc (175 perc) a Debrecen – Salgótarján távon 203,3 km, a menetidő 4 óra 35 perc.
A buszok Salgótarjánig csak pénteken és vasárnap, a többi napon csak Egerig közlekednek. 
A hetek első iskolai előadási napját megelőző munkaszüneti napokon Balmazújváros és Eger valamint Tiszafüred és Debrecen között is közlekednek járatok. A buszok 2023. decemberétől Mezőkövesden a vasútállomás mellett kialakított új autóbusz-állomáson állnak meg.

## Megállóhelyei
| 0                                                         | Debrecen, autóbusz-állomás végállomás       | 54 | 10, 10A, 10Y, 19, 25, 25Y, 34, 35, 35Y, 36, 41, 41Y, 45, 46, 46E, 46EY, 46H, 46Y, 49Y, 125, 125Y, 146 3, 3A, 4, 5, 5A 1060, 1301, 1343, 1344, 1372, 1373, 1374, 1410, 1411, 1432, 1440, 1441, 1443, 1446, 1448, 1449, 1450 4225, 4304, 4323, 4324, 4400, 4401, 4402, 4403, 4405, 4406, 4407, 4408, 4410, 4412, 4413, 4414, 4416, 4420, 4421, 4422, 4423, 4430, 4431, 4432, 4433, 4434, 4438, 4440, 4445, 4446, 4447, 4450, 4451, 4452, 4453, 4459, 4460, 4461, 4463, 4464, 4466, 4475, 4477, 4502, 4506, 4512, 4521 | Debrecen autóbusz-állomás |
| 1                                                         | Debrecen, Hortobágy utca                    | 53 | 15, 15Y, 34, 35, 35Y, 36 1343, 1372, 1374, 1410, 1446, 1448, 1450 4450, 4451, 4452, 4453, 4459, 4460, 4461, 4463, 4464, 4466 | |
| 2                                                         | Debrecen, Böszörményi út                    | 52 | 15, 15Y, 21, 24, 24Y, 33, 35E, 36E, A1 1301, 1343, 1344, 1448, 1450 4450, 4451, 4452, 4453, 4459, 4460, 4461, 4463, 4464, 4466 | |
| 3                                                         | Debrecen, Balmazújvárosi út                 | 51 | 21, 33 1448 4450, 4451, 4452, 4453 | |
| 4                                                         | Debrecen, METRO Áruház                      | 50 | 21, 33, 33E, 42 1343, 1448, 1450 4450, 4451, 4452, 4453 | |
| 5                                                         | Debrecen, Autópiac                          | 49 | 33, 33E 1343, 1344, 1450 4450, 4451, 4452, 4453 | |
| 6                                                         | Debrecen, (Kismacs), bejárati út            | 48 | 33, 33E 1450 4450, 4451, 4452, 4453 | |
| 7                                                         | Debrecen, Látóképi csárda                   | 47 | 33, 33E 1450 4450, 4451, 4452, 4453 | |
| 8                                                         | Debrecen, Tófürdő                           | 46 | 1450 4452 | |
| 9                                                         | Balmazújváros, Telekföld                    | 45 | 4452 | |
| 10                                                        | Balmazújváros, Kossuth tér végállomás       | 44 | 1, 2, 3 1450 4451, 4452, 4453, 4477, 4478 | |
| 11                                                        | Balmazújváros, Tiszacsegei utca 11.         | 43 | 1, 2 1450 4451, 4452, 4453 | |
| 12                                                        | Balmazújváros, Kishortobágyi csárda         | 42 | 1450 4451, 4452, 4453 | |
| 13                                                        | Tiszacsege, Cserepes                        | 41 | 1450 4451, 4452, 4453, 4484 | |
| 14                                                        | Tiszacsege, vasútállomás                    | 40 | 1450 4451, 4452, 4453, 4484 személyvonat | Tiszacsege vasútállomás |
| 15                                                        | Tiszacsege, Fő utca 80.                     | 39 | 1450 4451, 4452, 4453, 4484 | |
| 16                                                        | Tiszacsege, városháza                       | 38 | 1450 4451, 4452, 4453, 4484 | |
| 17                                                        | Tiszacsege, Kossuth utca 80.                | 37 | 4484 | |
| 18                                                        | Tiszacsege, nagymajori elágazás             | 36 | 4484 | |
| 19                                                        | Egyek, Telekháza                            | 35 | 4484, 4487, 4489, 4490 | |
| 20                                                        | Egyek, Főtér                                | 34 | 4484, 4487, 4489, 4490 | |
| 21                                                        | Egyek, vasútállomás bejárati út             | 33 | 4484, 4487, 4489 | Egyek vasútállomás |
| 22                                                        | Egyek, Félhalom                             | 32 | 4484, 4487, 4489, 4490 | |
| 23                                                        | Egyeki elágazás                             | 31 | 1343, 1344 4487, 4753 | |
| 24                                                        | Tiszafüred, Shell kút                       | 30 | 1343, 1344 | |
| 25                                                        | Tiszafüred, Nemzeti étterem                 | 29 | 1343, 1344, 1375, 1377, 1468 4487, 4608, 4614, 4702, 4753, 4755 | |
| 26                                                        | Tiszafüred, autóbusz-állomás végállomás     | 28 | 1 1068, 1069, 1075, 1301, 1343, 1344, 1375, 1377, 1448, 1468, 1516 3431, 3561, 3562, 4487, 4608, 4609, 4613, 4614, 4701, 4702, 4753, 4755, 4757, 4760 személyvonat | Tiszafüred vasútállomás |
| 27                                                        | Poroszló, Ökocentrum                        | 27 | 1068, 1343, 1344, 1375, 1377, 1448, 1468 3431, 3562 | Tisza-tavi Ökocentrum |
| 28                                                        | Poroszló, posta                             | 26 | 1344, 1375, 1377, 1448, 1468 3431, 3432 | |
| 29                                                        | Poroszló, vasútállomás bejárati út          | 25 | 1344, 1448, 1468 3431, 3432 személy, Tisza-tó sebesvonat | Poroszló vasútállomás |
| 30                                                        | Borsodivánka, autóbusz-váróterem            | 24 | 1344, 1375, 1377, 1448, 1468 4010 | |
| 31                                                        | Egerlövő, autóbusz-váróterem                | 23 | 1344, 1375, 1377, 1448, 1468 4010 | |
| 32                                                        | Mezőkövesd, autóbusz-állomás                | 22 | 1050, 1344, 1375, 1376, 1377, 1380, 1426, 1427, 1428, 1448, 1468 3406, 3416, 3418, 3419, 3749, 4001, 4006, 4007, 4008, 4009, 4010, 4013, 4014, 4015, 4016, 4017, 4018, 4019, 4021, 4023, 4026, 4030, 4157 | Mezőkövesd autóbusz-állomás Mezőkövesd vasútállomás                                                                                            |
| 33                                                        | Mezőkövesd, Váci Mihály utca                | 21 | 1, 2 1050, 1344, 1380, 1426, 1427, 1428, 1448, 1468 3406, 3419, 4015, 4018, 4021, 4157 | |
| 34                                                        | Andornaktálya, szociális otthon             | 20 | 1343, 1344, 1346, 1380, 1426, 1427, 1428, 1448, 1468 3405, 3414, 3423, 3424, 3426, 3431, 3435, 3436, 4014, 4015, 4018, 4021, 4157 | |
| 35                                                        | Andornaktálya, iskola                       | 19 | 1343, 1344, 1346, 1380, 1426, 1427, 1428, 1448, 1468 3405, 3414, 3423, 3424, 3426, 3431, 3435, 3436, 4014, 4015, 4018, 4021, 4157 | |
| 36                                                        | Eger, Kistályai út                          | 18 | 1344, 1380, 1426, 1427, 1428, 1448, 1468 3405, 3414, 3423, 3424, 3426, 3431, 3435, 3436, 4014, 4015, 4018, 4021, 4157 | |
| 37                                                        | Eger, ZF Hungária Kft.                      | 17 | 4, 5, 12 1343, 1344, 1346, 1380, 1426, 1427, 1428, 1448, 1468 3405, 3424, 3426, 3431, 3435, 4014, 4015, 4018, 4021 | |
| 38                                                        | Eger, Hadnagy utca                          | 16 | 2, 2A, 3, 3A, 4, 5, 5A, 6, 16, 914 1343, 1344, 1346, 1380, 1426, 1427, 1428, 1448, 1468 3405, 3406, 3419, 3420, 3424, 3426, 3431, 3435, 4014, 4015, 4018, 4021 | |
| 39                                                        | Eger, Színház                               | ∫  | 2, 2A, 7, 7A, 11, 12, 14, 17 1053, 1054, 1343, 1344, 1346, 1348, 1362, 1380, 1426, 1427, 1428, 1468, 1517 3402, 3408, 3410, 3411, 3414, 3419, 3420, 3423, 3424, 3426, 3430, 3431, 3432, 3433, 3434, 3435, 3436, 3440, 3441, 3442, 3443, 3444, 3445, 3448, 3667, 4014, 4015, 4018, 4021, 4157 | |
| 40                                                        | Eger, autóbusz-állomás végállomás           | 15 | 2, 2A, 4, 5, 5A, 6, 7, 7A, 11, 12, 14, 16, 17, 914 1049, 1050, 1051, 1052, 1053, 1054, 1343, 1344, 1346, 1347, 1348, 1349, 1351, 1352, 1354, 1362, 1380, 1383, 1402, 1426, 1427, 1428, 1448, 1466, 1468, 1517 3400, 3402, 3403, 3404, 3405, 3405, 3406, 3407, 3408, 3409, 3410, 3411, 3412, 3414, 3415, 3416, 3417, 3418, 3419, 3420, 3423, 3424, 3426, 3430, 3431, 3432, 3433, 3434, 3435, 3436, 3440, 3441, 3442, 3443, 3444, 3445, 3446, 3448, 3450, 3455, 3456, 3457, 3458, 3462, 3469, 3470, 3471, 3472, 3473, 3474, 3476, 3479, 3480, 3481, 3482, 3483, 3484, 3488, 3604, 3660, 3667, 4012, 4014, 4015, 4018, 4021, 4157 | Eger autóbusz-állomás Egri Törvényszék Egri Járásbíróság Eszterházy Károly Egyetem Gyakorló Középiskola és Alapfokú Művészetoktatási Intézmény |
| A megállókat csak az alábbi járatok érintik 223, 226, 228 |                                             |    | | |
| +1                                                        | Eger, Bartakovics út                        | ∫  | 4, 13, 113 1347, 1349, 1351, 1352, 1383 3400, 3402, 3403, 3408, 3409, 3410, 3411, 3412, 3435, 3454, 3470, 3471, 3472, 3473, 3474, 3476, 3479, 3481, 3482, 3483, 3484, 3488, 4157 | |
| ∫                                                         | Eger, Baktai út                             | 14 | 7, 7A, 17 1347, 1349, 1351, 1352, 1354 3454, 3470, 3472, 3474, 3476, 3479, 3480, 3482, 3483, 3484 | |
| +2                                                        | Egerbakta, autóbusz-váróterem               | 13 | 1347, 1349, 1351, 1352, 1354, 1448 3470, 3471, 3472, 3473, 3474, 3476, 3479, 3480, 3482, 3483, 3484, 3488, 3604 | |
| +3                                                        | Sirok, Központ                              | 12 | 1046, 1352, 1354, 1448 3462, 3463, 3470, 3471, 3472, 3473, 3474, 3476, 3482, 3490, 3491, 3604, 3656 | |
| +4                                                        | Sirok, Nyírjesi út (lakótelepi átjáró)      | 11 | 1046, 1352, 1354, 1448 3462, 3470, 3471, 3472, 3473, 3474, 3476, 3482, 3490, 3491, 3604 | |
| +5                                                        | Recsk, kőbánya bejárati út                  | 10 | 1046, 1352, 1354, 1448 3470, 3471, 3472, 3474, 3491, 3604 | |
| +6                                                        | Recsk, mátraderecskei elágazás              | 9  | 1046, 1352, 1354, 1448 3034, 3470, 3471, 3472, 3474, 3491, 3492, 3494, 3565, 3566, 3604, 3656 | |
| +7                                                        | Mátraderecske, piactér                      | 8  | 1352, 1354, 1448 3034, 3474, 3492, 3494 | |
| +8                                                        | Mátraballa, Fő út 83.                       | 7  | 1352, 1354, 1448 3034, 3474, 3492, 3494 | |
| +9                                                        | Mátraterenye (Nádújfalu), faluszéle         | 6  | 1031, 1034, 1347, 1349, 1351, 1352, 1354, 1384, 1448 3034, 3056, 3136, 3156 | |
| +10                                                       | Nemti, vegyesbolt                           | 5  | 1031, 1034, 1347, 1349, 1351, 1354, 1384, 1448 3051, 3052, 3056, 3136, 3153, 3154, 3156 | |
| +11                                                       | Bátonyterenye (Kisterenye), vásártér        | 4  | 3, 3A 1305, 1347, 1351, 1384, 1448 3046, 3051, 3052, 3055, 3056, 3058, 3060, 3061, 3062, 3065, 3066, 3067, 3108, 3153, 3154, 3156, 3166 | |
| +12                                                       | Bátonyterenye (Kisterenye), posta           | 3  | 3, 3A 1021, 1301, 1302, 1305, 1347, 1351, 1384, 1448 3046, 3051, 3052, 3055, 3056, 3058, 3060, 3061, 3062, 3065, 3066, 3067, 3108, 3153, 3154, 3156, 3166 | |
| +13                                                       | Bátonyterenye (Kisterenye), ózdi útelágazás | 2  | 3, 3A, 3C, 11A 1020, 1021, 1301, 1302, 1305, 1347, 1349, 1351, 1354, 1384, 1448 3046, 3051, 3052, 3055, 3056, 3058, 3060, 3061, 3062, 3064, 3065, 3066, 3067, 3108, 3153, 3154, 3156, 3166 | |
| +14                                                       | Salgótarján (Zagyvapálfalva), felüljáró     | 1  | 9, 13, 19, 63, 63S 1010, 1012, 1020, 1021, 1301, 1302, 1305, 1347, 1349, 1351, 1354, 1384, 1448 3045, 3051, 3052, 3055, 3056, 3058, 3060, 3061, 3062, 3064, 3065, 3066, 3067, 3070, 3072, 3075, 3080, 3081, 3082 | |
| +15                                                       | Salgótarján, autóbusz-állomás végállomás    | 0  | 1, 2A, 2T, 3C, 5, 6, 7, 7A, 7B, 7C, 8, 9, 11, 11A, 11B, 11Y, 13, 14, 19, 27A, 36, 46, 58, 63, 63S 1010, 1012, 1020, 1021, 1301, 1302, 1305, 1347, 1349, 1351, 1352, 1354, 1384, 1448 3015, 3022, 3024, 3030, 3034, 3044, 3045, 3051, 3052, 3055, 3056, 3058, 3060, 3061, 3062, 3064, 3065, 3066, 3067, 3070, 3072, 3075, 3080, 3081, 3082, 3084, 3090, 3092, 3093, 3094 személyvonat | Salgótarján Salgótarján autóbusz-állomás |